# المخيمات
المخيمات أو المعسكرات هو فيلم وثائقي أمريكي صدر عام 2025 من إخراج وإنتاج مايكل تي. ووركمان وكي بريتسكر، ويتناول المعسكرات الجامعية المتضامنة مع فلسطين في جامعة كولومبيا عام 2024 والاحتجاجات الأخرى المؤيدة للفلسطينيين في الحرم الجامعي خلال حرب غزة . يعمل ماكليمور كمنتج تنفيذي ويتم توزيعه بواسطة Watermelon Pictures. تم عرضه لأول مرة عالميًا في CPH:DOX في 25 مارس 2025، وتم عرضه لأول مرة في مدينة نيويورك في مركز أنجليكا السينمائي.

## عن الفيلم
يستكشف فيلم "المخيمات" مخيمات التضامن مع فلسطين في عام 2024 بجامعة كولومبيا وغيرها من الاحتجاجات المؤيدة للفلسطينيين في الجامعات، مثل مخيم التضامن مع فلسطين في جامعة كاليفورنيا في لوس أنجلوس. يضم الفيلم بعض قادة الاحتجاجات في كولومبيا، بما في ذلك محمود خليل، وجرانت ماينر، وسويدا بولوت. يضم الفيلم أيضًا بيسان عودة، وعلي أبو نعمة، وجمال جوزيف، وخريج جامعة كولومبيا الحاخام آبي ستاين.

## الإنتاج
في مارس 2025، أُعلن أن ووركمان وبريتسكر أخرجا فيلمًا وثائقيًا عن احتلالات الحرم الجامعي لجامعة كولومبيا المؤيدة للفلسطينيين في عام 2024، مع تعيين ماكليمور كمنتج تنفيذي وتوزيع شركة Watermelon Pictures.

## اطلاقه
تم تقديم موعد إطلاق الفيلم بسبب احتجاز خليل من قبل وكالة إنفاذ قوانين الهجرة والجمارك بالولايات المتحدة وطرد كولومبيا لماينر. تم عرض الفيلم لأول مرة عالميًا في CPH:DOX في 25 مارس 2025. تم عرض الفيلم لأول مرة في مدينة نيويورك في مركز أنجليكا السينمائي، وتم بيع جميع التذاكر في الفترة من 27 إلى 29 مارس.
في 30 أبريل/نيسان 2025، حاول منظمو حركة " طلاب من أجل العدالة في فلسطين" في جامعة كاليفورنيا في لوس أنجلوس عرض الفيلم أمام 200 شخص في الحرم الجامعي، لكن الشرطة منعتهم من ذلك عدة مرات. تم القبض على أحد المتظاهرين بتهمة الاعتداء في وقت سابق من اليوم. وفي حوالي الساعة التاسعة مساء، تم اعتقال اثنين من المتظاهرين ومصادرة معدات التصوير. ثم واصل حوالي 150 متظاهرًا مسيرتهم حول المنطقة حتى الساعة 10:50 مساءً 

## الانتقادات
في مراجعة لموقع إندي واير، أشاد سيدهانت أدلاخا بفيلم "المعسكرات" لما فيه من "إحساس بالتفاصيل المعاصرة والتاريخية، بفضل اللقطات التي صوّرها المخرجون، وكذلك المتظاهرون أنفسهم". وقارنه بشكل إيجابي بالفيلم الوثائقي "8 أكتوبر " من حيث استخدامه لصور أرشيفية لتوفير سياق تاريخي مناسب.
قد وصفت إحدى المراجعات في صحيفة كولومبيا ديلي سبكتاتور الفيلم بأنه "شهادة على قوة المجتمع الذي نشأ داخل الحركة الطلابية المؤيدة للفلسطينيين في كولومبيا، وكيف يمكن للأمل والإيمان أن ينموا، حتى في مواجهة ردود الفعل المؤسسية" التي تقدم "نظرة ثاقبة وحميمة إلى ما حدث داخل البوابات، بعيدًا عن التغطية السائدة".
وفقًا لمجلة الفنون الإلكترونية Hyperallergic ، فإن الفيلم "ينتشل الحركة من قبضة وسائل الإعلام السائدة والمحافظة ويضعها مرة أخرى في أيدي منظميها".
كتب مايكل أوسوليفان من صحيفة واشنطن بوست، "إن أجواء الانسجام في الفيلم - على الأقل داخل المعسكر، حيث يزعم القادة أن معاداة السامية ليس لها موطن - تبدو أكثر من مجرد مسرحية مُدبَّرة، إن لم تكن مُبيَّضة"، مشيرًا إلى "جوهر الحقيقة" في أن "عددًا مفاجئًا من اليهود" شاركوا في الاحتجاجات. في مناقشة للفيلم أجراها بريتسكر وهين مازيج، زعم مازيج أن الفيلم يهدف إلى "تمثيل" "المجتمع الهامشي" من اليهود المناهضين للصهيونية "وتسليحه ضدنا". دافع بريتسكر عن المعسكرات باعتبارها غير عنيفة وأشار إلى أن ماكليمور اعتذر عن حادثة سابقة مع اليهود.
في حفل توزيع جوائز CPH:DOX في كوبنهاجن، منحت لجنة تحكيم حقوق الإنسان الفيلم تنويهًا خاصًا.